# アイ・ア・ムアナ
「アイ・ア・ムアナ (Aie a Mwana)」は、フランス/ベルギーの楽曲制作チームであるダニエル・ヴァンギャルドとジャン・クルーガーによって書かれた楽曲で、この曲名によって最もよく知られている。
1971年に最初に録音されたときには、「アイエアオア (Aieaoa)」と題され、アルバム『素晴らしきYAMASUKIの世界』に収録された。1975年に、大部分がスワヒリ語の歌詞によるバージョンが、ブラック・ブラッド (Black Blood) というアフリカのグループにより、ベルギーにおいて録音され、「A.I.E. (A Mwana)」としてリリースされた。1981年、「Aie a Mwana」は、イギリスのガール・グループであるバナナラマの最初のシングルとなった。2010年、この曲の旋律に、まったく新たな歌詞を載せた曲である「ヘレレ」が、ヴェリレ＆サフリ・デュオによってリリースされ、2010 FIFAワールドカップの公式ソングのひとつとなった。

## 楽曲の起源と初期のバージョン
この曲は、最初は「アイエアオア」と呼ばれ、フランスの楽曲制作チームであるダニエル・ヴァンギャルドとジャン・クルーガーが作品を書き、制作して、1971年に発表された、デタラメな日本語風の曲を収めたダンス・アルバム『素晴らしきYAMASUKIの世界』に収録されていた。
1975年、ベルギーの音楽プロデューサーで、ベルギー領コンゴ生まれだったミシェル・ジャスパー (Michel Jaspar) が、当時のザイールの歌手スティーヴ・バンダ・カレンガと契約を結び、カレンガはアンゴラ出身の友人たちとともにバンドを組んだ。ジャスパーは、このバンドをブラック・ブラッド (Black Blood) と改名し、同僚の音楽家ラルフ・ベナターとともに、また、クルーガーの激励も受けながら、このバンドの最初のシングルをベルギーで制作した。シングルのA面は、ジャズパー作の「Marie Therese」という曲で、B面に収められたのが、ジャズパーがスワヒリ語で歌詞を書き直した「アイエアオア」のバージョンであったが、「アイ・ア・ムアナ (Aie a Mwana)」という語句は、スワヒリ語でも意味を成さないものであった。B面に「A.I.E. (A Mwana)」として収められた楽曲は、ヒット曲となり、ベルギーとフランスではチャートの首位に立ち、その他の諸国でもヒットした。
バナナラマのバージョンがイギリスで成功を収めた後、その時点までにギブソン・ブラザーズやオタワンで一定の成功を収めていたヴァンギャルドとクルーガーは、1982年に英語の歌詞による「A.I.E. Is My Song」をオタワンの楽曲としてリリースし、1987年にはフランス語の歌詞により「A.I.E A Moun'la」をラ・コンパニー・クレオールの楽曲としてリリースした。

## バナナラマのバージョン
「アイ・ア・ムアナ」は、バナナラマがリリースした最初のシングルである。グループのメンバーたちは、この曲をデモテープとして吹き込んだが、結局レコード化されたのは当所のデモ音源であった。当初「アイ・ア・ムアナ」は、シングルだけの企画であったが、結局、2年後の彼女たちのデビュー・アルバム『キューティー・ハート (Deep Sea Skiving)』にも、リミックスされ、洗練されたバージョンが収録されることとなった。
それ以前に、バナナラマは、デパートメントSがT・レックスをカバーしてB面曲として吹き込んだ「イージー・アクション」にバックグラウンド・ヴォーカリストとして参加し、スタジオ録音の経験をもっていた。友人で、初期からバナナラマを支援していたセックス・ピストルズのポール・クックに促されて、バナナラマは自分たち自身のシングルをリリースすることを決めた。当時、彼女たちは、既にレパートリーとして、数曲のカバー曲（その中には、後にヒットする「ヴィーナス」もあった）をもっていたが、彼女たちは、フランスのディスコで聞き知っていたブラック・ブラッド (Black Blood) がスワヒリ語で歌っていた曲を取り上げることにした。グループのメンバーであったサラ・ダリン、シヴォーン・ファーイ、カレン・ウッドワードは、この曲の歌詞を音として覚え込まなければならなかった。このシングルが「熱帯」を思わせるものであったことがグループ名に示唆を与え、「バナナ」は「アイ・ア・ムアナ」の音の響きからとられ、これに、初期のロキシー・ミュージックの曲「パジャマラマ (Pyjamarama)」にかけた「ラマ」が付けられた。
このシングルは、インディーズ・レーベルのデモン・レコードから発売された。イギリスの音楽・ファッション系のメディア、『ニュー・ミュージカル・エクスプレス (NME)』誌や『The Face』誌などが取り上げたことで、この曲はテリー・ホールの目に止まり、バナナラマはホールから、彼のグループであるファン・ボーイ・スリーの次のシングルへの参加するよう誘われることとなった。

### トラック・リスト
7" シングル
Demon Records D 1010, later Demon / Deram Records DM 446
1. "Aie A Mwana"  3:33
2. "Dubwana"  3:40

UK 12" シングル
Demon / Deram Records DMX 446
1. "Aie A Mwana" (12" Version)  5:39
2. "Dubwana" – 3:40

US 12" シングル
1. "Aie A Mwana" (US Extended Version)  7:54
2. "Dubwana" – 3:40

以上のトラックはすべて、2013年に2CD/DVD で再発売された『キューティー・ハート』(Edsel Records EDSG 8029) に収録されている。

### チャート
| チャート（1981年）       | 最高位 |
| ------------------------ | ------ |
| U.S. Hot Dance Club Play | 66     |

## 後年の吹き込み
メキシコの女優ベロニカ・カストロは、この曲をさらにスペイン語に翻訳した「La Revancha de Macumba」を1991年のアルバム『Mi pequeña Soledad』に収録した。

## ヴェリレとサフリ・デュオの「ヘレレ」
この曲は、2010年に南アフリカ共和国の歌手ヴェリレ・ムチュヌとデンマークのパーカッション・デュオであるサフリ・デュオによって、再び録音された。この録音は、2010年5月7日に、サフリ・デュオのアルバム『Greatest Hits』の先行シングルとしてリリースされた。この曲は、2010 FIFAワールドカップの公式ソングのひとつとなり、6月から7月にかけて、ドイツのテレビ局RTLテレビジョンや、スイスのSchweizer Fernsehenとテレヴィジオン・スイス・ロマンドで放送された。「ヘレレ」は、スイスのチャートでは首位に達し、ドイツでは最高第3位、オーストリアでは最高22位まで上昇した。